# Bioimpression

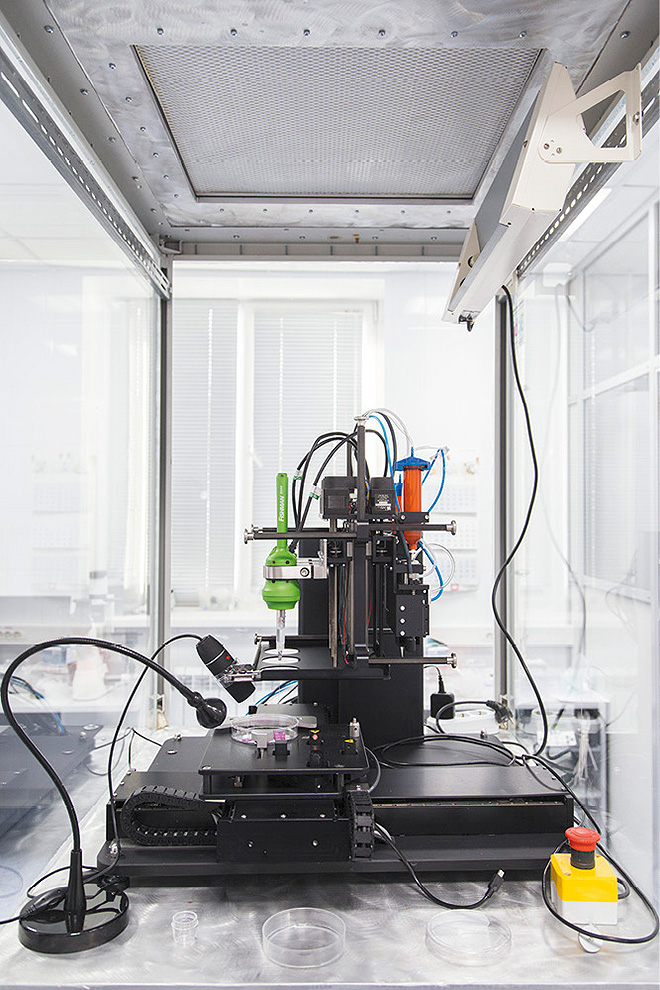
Bio-imprimante tridimensionnelle développée par la société russe 3D Bioprinting Solutions.

La bioimpression ou bio-impression est une application biomédicale des procédés de fabrication additive permettant de produire artificiellement des tissus biologiques. La bio-impression peut être définie comme la structuration spatiale de cellules vivantes et d'autres produits biologiques en les empilant et en les assemblant en utilisant une méthode de dépôt couche par couche assistée par ordinateur pour développer des tissus vivants et des organes pour l'ingénierie tissulaire, la médecine régénérative, la pharmacocinétique et plus généralement la recherche en biologie. C'est une innovation récente qui positionne simultanément des cellules vivantes et des biomatériaux couche par couche pour fabriquer des tissus vivants. L’utilisation principale des organes imprimés est la transplantation. Des recherches sont actuellement menées sur des structures artificielles du cœur, des reins, du foie ainsi que sur d'autres organes vitaux. Pour les organes les plus complexes comme le cœur, des constructions plus petites telles que les valves cardiaques ont également fait l'objet de recherches. Certains organes imprimés ont déjà atteint la mise en œuvre clinique mais concernent principalement des structures creuses telles que la vessie ainsi que des structures vasculaires,.

## Définition
La bio-impression 3D est le processus de création de structures cellulaires dans un espace confiné à l'aide des techniques d'impression 3D, où la fonction et la viabilité cellulaire sont conservées dans la construction imprimée,. Généralement, la bio-impression 3D utilise la méthode d'impression couche par couche pour déposer des matériaux parfois désignés sous le nom de bioencres pour créer des structures semblables à des tissus biologiques naturels qui sont ensuite utilisées dans les domaines de l'ingénierie médicale et des tissus. La bio-impression fait appel à une large gamme de matériaux. À l'heure actuelle, la bio-impression peut être utilisée pour imprimer des tissus et des organes notamment pour la recherche pharmaceutique,,,. Le premier brevet lié à cette technologie a été déposé aux États-Unis en 2003 et accordé en 2006.
La bioimpression se situe à l'interface de nombreux domaines : médecine, ingénierie, informatique, génie génétique etc. Les tissus biologiques sont constitués de tissus durs composés de matrices extracellulaires organiques et inorganiques et de tissus mous formés par les cellules. La matière vivante cellulaire est imprimée à partir de cellules souches. Elle est déposée en gouttelettes d’encre biologique qui vont former des couches successives et qui en se superposant constitueront un tissu biologique en trois dimensions. Pour produire de l’encre biologique, on peut utiliser les cellules souches du patient que l’on va cultiver (il en faut des millions pour créer un millimètre carré de tissu). Les cellules souches sont mises en suspension dans un milieu spécifique modifiable à température ambiante. Le support sur lequel est imprimé le tissu est une fine couche de collagène (protéine la plus abondante du corps humain, responsable de la cohésion des tissus) que l’on pourrait comparer au papier d’une imprimante traditionnelle. En plus des cellules et des biomatériaux, la bioimprimante doit également intégrer un spectre de substances biochimiques (c'est-à-dire des chimiokines, des facteurs de croissance, des facteurs d'adhérence ou des protéines de signalisation) pour promouvoir un environnement de survie, de motilité et de différenciation cellulaire.
On peut distinguer plusieurs étapes lors de l’impression d’un tissu par bio-impression 3D. Ces trois étapes technologiques séquentielles sont le prétraitement, le traitement (impression) et le post-traitement :
- La conception plus ou moins identique aux tissus d'origines puis la conception par ordinateur du modèle qui va définir comment les cellules souches vont être imprimées couche par couche en fonction des caractéristiques exprimées dans la première étape. Cette étape est couplée à la troisième étape qui est de programmer l’imprimante via des logiciels spécialisés qui vont traduire dans le langage de l’imprimante les actions à effectuer. Ces deux étapes sont semblables à celles à effectuer pour concevoir un objet à partir d’une imprimante 3D plastique.
- L'impression automatisée du tissu par l’imprimante qui diffère selon la technologie utilisée.

Deux paramètres essentiels dans la bio-impression sont la densité et la résolution. La densité des cellules est celle dans l’encre biologique. Si celle-ci est trop basse alors la phase finale ne sera pas bien réalisée et le tissu ne sera pas viable. La résolution est la précision avec laquelle les cellules vont être placées par l’imprimante. Si la précision n’est pas optimale alors la structure prédéfinie des cellules ne sera pas respectée et le tissu n’aura pas la bonne forme, empêchant par la même occasion le bon déroulement de la phase finale de développement des cellules.
- La dernière étape est celle de la maturation des tissus imprimés. C’est la phase durant laquelle les cellules assemblées vont évoluer et interagir ensemble de manière à former un tissu cohérent et viable. Durant le processus de post-impression au sein d'un bioréacteur les tissus connaissent une maturation rapide notamment par le développement de la vascularisation et de l'innervation à plusieurs niveaux augmentant la résistance et l'intégrité mécanique des tissus en vue d'une transplantation[16]. Placées dans un incubateur les tissus se développent jusqu’à former un tissu cohérent. Cette phase commence environ 48 h après l’impression et peut durer plusieurs semaines selon la taille du tissu. Avec la phase de maturation, on peut parler d’impression 4D car la dimension temporelle après impression est primordiale.

Les bioréacteurs fonctionnent en fournissant un environnement propice au développement des tissus par un apport en nutriments convectifs, en créant un environnement en microgravité et en favorisant la circulation de la solution dans les cellules. Il existe différents types de bioréacteurs adaptés à différents types de tissus, par exemple, les bioréacteurs à compression sont idéaux pour les tissus cartilagineux.

## Historique
C’est en 1938 qu’Alexis Carrel, Prix Nobel de Médecine en 1912, et Charles Lindbergh, pionnier de l’aviation et inventeur passionné, proposent de cultiver des organes. Et il faut attendre l'apparition de la médecine régénératrice qui cherche à remplacer les cellules endommagées du corps humain par des organes sains pour voir apparaître les premières greffes. Néanmoins le risque de rejet par le patient est important et nécessite des précautions de la part du corps médical.
Le concept de la bioimpression est apparu en 1988, grâce au Dr Robert J. Klebe de l'Université du Texas, qui réalise la première micro-impression d'éléments biologiques à base de fibronectine grâce à une imprimante de bureau à jets d’encre.
C’est au XXIe siècle que se développe la technologie de la bio-impression. Elle permet la fabrication sur mesure de tissus ou d’organes avec les cellules du patient, minimisant ainsi les risques de rejet. Elle consiste en un assemblage de constituants des tissus biologiques (cellules) prédéfinis par conception numérique. Le but étant de chercher à reproduire l’organisation tridimensionnelle des cellules comme le fait naturellement le corps humain. Cette technologie reprend le principe couche par couche de l'impression 3D. La bio-impression se définit comme une technologie de rupture car elle résulte du regroupement de connaissances en physique, biologie, mécanique et informatique. Les applications sont aujourd'hui limitées à cause de la découverte récente de cette technologie mais à long terme, les applications espérées sont nombreuses et innovantes.
En 2003, Thomas Boland de l'Université de Clemson brevette l'utilisation de l'impression de jet d'encre pour les cellules. Le procédé utilise un système modifié pour le dépôt de cellules dans des matrices tridimensionnelles placées sur un substrat,.
Depuis les premières expérimentations de Boland, l'impression 3D de structures biologiques, également connue sous le nom bio-impression (de l’anglais bioprinting), s’est développée. De nouvelles techniques d’impression ont été mises au point par exemple l’impression par extrusion.
L'impression d'organes a été rapidement considérée comme une solution potentielle à la pénurie mondiale d'organes pour les transplantations. Des organes imprimés ont déjà été transplantés avec succès. En particulier des tissus tels que la peau, des tissus vasculaires, tels que les vaisseaux sanguins, ou des organes creux, comme la vessie. Les organes artificiels sont le plus souvent réalisés à partir des propres cellules du receveur ce qui permet d’éliminer les problèmes liés aux risques de rejet.
L’impression d’organes plus complexes fait l’objet d’intenses recherches autour du monde. Par exemple pour le cœur, le pancréas, le foie ou les reins. Début 2017, ces recherches n’avaient pas encore abouti à une transplantation.

## Techniques
L'impression 3D pour la fabrication d'organes artificiels est devenue un sujet majeur d'étude en génie biologique. Comme les techniques de fabrication par l'impression 3D deviennent de plus en plus efficaces, leur applicabilité dans la synthèse d'organe artificiel est devenue plus évidente. Les principaux avantages de l'impression 3D sont sa capacité de production en masse de structures complexes personnalisables ainsi que le degré élevé de précision anatomique obtenu. La bio-impression 3D offre une polyvalence sans précédent pour positionner des cellules et des biomatériaux avec un contrôle précis sur leurs compositions, leurs distributions spatiales et leur précision architecturale ce qui permet une reconstitution détaillée voire personnalisée de la forme finale, de la structure, de la microstructure et de l'architecture des tissus et des organes imprimés,.
Par rapport à l'impression 3D non biologique, la bio-impression 3D induit des niveaux de complexité supplémentaire, telles que le choix des matériaux, le type de cellules, les facteurs de croissance et de différenciation et les défis techniques liés aux sensibilités des cellules vivantes et à la construction des tissus.
L'impression d'organes en utilisant l'impression 3D peut être effectuée en utilisant une variété de techniques, chacune conférant des avantages spécifiques qui peuvent être adaptées à des types particuliers de production d'organes.
L'approche d’ingénierie des tissus traditionnelle consistait à semer des cellules sur un échafaudage de matrices c'est-à-dire une structure de support solide comprenant un réseau de pores interconnecté. Cette structure doit maintenir la forme et les propriétés mécaniques du tissu synthétisé et aider à la fixation des cellules en fournissant un substrat pour la prolifération cellulaire. La technologie d'impression 3D est une innovation récente qui permet de réaliser simultanément l'ensemencement des cellules vivantes et la création de la structure de biomatériaux par couches.
Les trois techniques de bio-impression 3D les plus répandues sont la technique d’impression par laser, la technique de la microextrusion et la technologie jet d’encre. En plus de ces techniques, une équipe de chercheurs à Cambridge développe une imprimante acoustique où des ondes font vibrer de la bioencre, ce qui va provoquer l'éjection de gouttelettes avec la précision de la taille d’une cellule. Aujourd’hui, sur internet, on peut trouver des explications sur la manière de faire sa propre bio-imprimante à partir d’une imprimante de bureau du type HP comme le présente le site TeVido BioDevices.
Chacune des techniques présente des avantages et des inconvénients pour l'impression de tissus biologiques durs et l'ingénierie des organes. Les tissus durs du corps humain comprennent les os, les dents et le cartilage et sont composés de certains types de cellules uniques et d'une part importante de matrices extracellulaires organiques et inorganiques.

### Impression laser
Cette technologie, la plus récente, a nécessité 10 ans de recherches au sein de l’INSERM à Bordeaux. Cette technique fonctionne sur le principe du laser. Un laser est dirigé à l’aide d’un miroir, passe à travers une lentille, puis focalisé, frappe une lamelle sur laquelle est disposée une pellicule d’encre biologique. Lors de l’interaction laser/cartouche tombent des microgouttes contenant des cellules en petit nombre sur le support avec une précision de 5 microns. L’impression est assez rapide. Des expériences ont même montré qu’elle fonctionnait sur des souris, grâce à une impression in vivo (directement sur la peau d’un être vivant). Les motifs de la cellule sont obtenus par balayage laser à raison de 10 000 impulsions par seconde, chaque impulsion générant une microgouttelette. Cette technologie est la seule ayant une résolution de l’ordre de l’unité (cellule par cellule) allant jusqu’à 50 cellules par microgoutte. Cette précision permet de reproduire des tissus biologiques complexes en 3 dimensions, comme des échantillons de peau.
L’impression laser réunit résolution et densité (d’environ 108 cellules/ml cellules/ml d’encre biologique) offrant des avantages multiples. Trois des avantages de la bio-impression laser sont la viabilité des cellules supérieure à 95 %, la réduction des déchets et l'absence de contrainte mécanique. Cela est dû à la brièveté des impulsions, quelques nanosecondes, qui minimise le réchauffement des cellules et réduit leur « stress ». Or, la viabilité des tissus imprimés dépend des contraintes exercées sur les cellules. Il est important que les cellules soient le moins « dégradées » possible.
Cependant, certains facteurs restent à améliorer car la machine ne permet pas encore d'empiler de nombreuses couches cellulaires de façon bien organisée, le temps de préparation est élevé et le coût d’impression aussi.

### Jet d’encre
Cette technologie est notamment utilisée dans des imprimantes DIY de Tedivo Biodevices. C’est cette technologie à laquelle travaille l’université de Manchester en Angleterre. L’imprimante jet d’encre fonctionne grâce à une tête d’impression qui projette des microgouttelettes d’un liquide contenant des cellules (la bio-encre). L’éjection des gouttelettes est provoquée par un procédé thermique (chaleur) ou piézoélectrique (polarisation électrique de l’encre sous l’action d’une contrainte mécanique). L’encre est liquide à 20 °C mais elle se gélifie à une température de 36 °C. Ce procédé est celui qui s’apparente le plus à celui des imprimantes 3D plastiques.
Cette technologie est la plus abordable et la plus facile d’utilisation avec un temps de préparation minime et un coût peu élevé. Le temps d’impression est faible et la viabilité des cellules est supérieure à 85 % mais la résolution est mauvaise, entraînant un mauvais développement des cellules. De plus, la densité est aussi un paramètre difficile à gérer, elle est souvent trop peu élevée, voire très faible (environ 106 cellules/ml, soit 100 fois moins que pour l’imprimante laser). Ces inconvénients la rendent pour l’instant inadaptée pour imprimer des tissus complexes, elle sert seulement à imprimer des motifs grâce aux cellules à imprimer.

### Micro-extrusion
La microextrusion (aussi appelée bioextrusion) est la seule méthode qui a commencé à être industrialisée par la société américaine Organovo (en) avec son imprimante Novogen MMX, développée en relation avec l’université du Missouri et mise au point en 2005.
Cette imprimante fonctionne grâce à deux têtes d’impression. L’une dépose le gel et l’autre les cellules. Les cellules sont poussées dans une microseringue et déposées grâce à une aiguille. Les couches sont déposées en alternance, une couche d’hydrogel (mélange d’eau) suivie d’une couche de cellules. L’hydrogel sert à structurer l’assemblage de couches de cellules, semblable à un échafaudage. L’hydrogel est ensuite dissout pendant la phase de maturation, laissant les cellules fusionner. La bioextrusion permet d’obtenir une forte densité mais avec une résolution moyenne (allant de 5 micromètres à quelques millimètres de large). Le temps de préparation est moyen comparé aux autres techniques mais avec un temps d’impression supérieur (très lent). Le coût de ce type d’imprimante est moyen et la viabilité (aptitude à “survivre” après impression et durant la phase de maturation) des cellules est comprise entre 40 et 80 %, ce taux est faible par rapport aux autres techniques et cet aspect reste à améliorer.

### Techniques hybrides
Ces techniques ont aujourd’hui des possibilités limitées mais certains chercheurs se penchent sur des “imprimantes hybrides”. Cette technique reste au stade de l’essai mais aux États-Unis des chercheurs ont réussi à coupler l’impression de cellules et le dépôt de polymère biodégradable (substance composée de molécules caractérisées par la répétition d'un ou de plusieurs atomes ou groupes d'atomes, pouvant être naturelle, synthétique ou artificielle) formant du cartilage.

## Bioimprimantes
Il existe différentes bioimprimantes sur le marché. Les prix varient de 10 000 USD pour la BioBot 1 à 200 000 USD pour la 3D-Bioplotter de EnvisionTec. La bioimprimante Aether 1 devrait être commercialisée à partir de 2017 pour le prix de 9 000 USD. En pratique, les chercheurs développent souvent leurs propres bioimprimantes expérimentales.

## État de la technique
Le domaine de la médecine régénérative a considérablement progressé au cours des dernières décennies dans sa capacité à produire des substituts fonctionnels de tissus biologiques. Même si depuis plus d'une décennie, des cellules vivantes et des biomatériaux (généralement des hydrogels) ont été imprimés grâce à la bio-impression, les approches classiques basées sur la réalisation de matrices extracellulaires et la micro-ingénierie restent cependant limitées dans leur capacité à produire des tissus avec des propriétés biomimétiques précises.
En 2013, la société Organovo a produit un foie humain grâce aux techniques de bio-impression. L’organe n’était cependant pas adapté à une transplantation et a été principalement utilisé comme moyen de dépistage de drogues.

### Utilisation de la bio-impression en 2017
La bio-impression permet déjà de réaliser des structures vivantes. La matière vivante cellulaire est imprimée dans de nombreux laboratoires du monde entier, les tissus cellulaires sont viables et la bio-impression n’affecte pas la différenciation cellulaire. Certaines des techniques ont été appliquées dans des thérapies médicales avec certains succès. La bio-impression 3D a déjà été utilisée pour la production et la transplantation de plusieurs tissus, y compris de peau multicouches, des os, des greffes vasculaires, des prothèses trachéales, des tissus cardiaques et des structures cartilagineuses.
L’impression d’organes complexes fait l’objet d’intenses recherches autour du monde. Par exemple pour le cœur, le pancréas, le foie ou les reins. Début 2017, ces recherches n’avaient pas encore abouti à une transplantation.
En mai 2017, des chercheurs ont utilisé la bioimpression pour produire des ovaires de souris. Les souris stériles implantées avec l'ovaire artificiel ont été capables d'ovuler, d'accoucher et de nourrir des bébés souris en bonne santé de manière normale. L'étude est la première à obtenir un tel résultat avec l'aide de l'impression en 3-D.

### Avancées actuelles pour la peau.
Les chercheurs sont parvenus à imprimer différentes structures et types cellulaires : des multicouches de kératinocytes (cellules de la couche superficielle de la peau et des phanères : ongles, poils, cheveux) et du collagène.
En 2010, le laboratoire de Bordeaux a réussi à imprimer des cellules osseuses (permettant de renouveler et de consolider le tissu osseux) directement sur le crâne d’une souris vivante percé d’un petit trou. Dans le cas d'une impression directement sur le patient on parle d'impression in vivo. Les chercheurs ont utilisé le même principe pour imprimer une partie osseuse et pour une partie de peau en prélevant des cellules mésenchymateuses imprimées par la suite. Les cellules mésenchymateuses peuvent produire plusieurs types de cellules appartenant aux tissus squelettiques, tels que le cartilage, les os et la graisse. On les trouve dans le mésenchyme de l’embryon et en très faible quantité chez l’adulte. Le docteur Fabien Guillemot a commenté les premiers tests sur des souris : « Les résultats obtenus sont très concluants. Les cellules imprimées conservaient toutes leurs fonctions et se multipliaient jusqu’à deux mois après l’impression. Les premiers sujets montraient des signes de cicatrisation ». Même résultat pour le Centre Laser de Hanovre en Allemagne : le tissu répare la blessure de l’animal sans aucun rejet.
L’entreprise américaine Organovo commercialise des échantillons de peau imprimés destinés à la recherche médicale. Ces tissus organiques fonctionnels servent aux laboratoires pharmaceutiques pour tester les effets des traitements et leurs impacts sur les maladies. L’entreprise imprime aussi des modèles de tissus malades pour mieux comprendre les maladies et leur évolution. Le but est également de pouvoir tester l’efficacité de molécules médicamenteuses et de diminuer le coût des essais cliniques. Les grands groupes de cosmétique utilisent de même des échantillons pour évaluer la toxicité des soins avant leur commercialisation et pour trouver une alternative à l’expérimentation animale qui est interdite en Europe depuis 2013.

### Avancées actuelles pour les organes vitaux
De nouvelles techniques ont été développées pour pallier le problème de la vascularisation des tissus imprimés. Par exemple, une technique fait imprimer les tissus mous contenant du collagène et d’autres fibres biologiques dans un support d'hydrogel. Le tissu imprimé est ensuite récupéré en faisant fondre le support sans endommager les cellules et la structure. Suivant ce principe, des modèles de fémur, d’artères coronaires, de vaisseaux sanguins et un cœur d’embryon ont déjà été imprimés avec succès. Ces tissus cellulaires sont nécessaires pour oxygéner les organes mais n'ont pas encore été testés sur des humains et ne permettent pas la vascularisation complète des organes comme le foie, les poumons ou le cœur.
Grâce aux progrès dans le domaine de la vascularisation, il est désormais possible de créer des organes miniatures. L’entreprise Organovo a par exemple expérimenté l’impression de divers types de tissus complexes comme des morceaux de poumon et de muscle cardiaque. Elle est parvenue à réaliser un morceau de rein (1 mm d’épaisseur sur 4 mm de largeur) qui a survécu 5 jours hors laboratoire. Ils ont également créé un foie humain reconstitué qui est resté fonctionnel pendant 40 jours. Cet échantillon de foie (3 mm2 sur 0,5 mm d’épaisseur) a réussi à produire des enzymes, des protéines et du cholestérol ce qui multiplie par 8 la durée de vie de l’organe grâce aux échanges qui ont pu avoir lieu. De même, des chercheurs chinois développent des reins dont la durée de vie est pour l’instant limitée à 4 mois.
« Il faut continuer les recherches et rassembler plus d’informations, mais le fait que le tissu se comporte comme un foie porte à croire qu’il continuera à se comporter comme tel lorsqu’on commencera à le tester avec des médicaments. » déclare Keith Murphy, PDG d’Organovo. L’entreprise Organovo commercialise depuis peu des tissus hépatiques qui restent fonctionnels pendant au moins 42 jours. Ces échantillons d’organes sont destinés à la recherche médicale. Mais à ce jour, aucune de ces parties n’a encore été intégrée à des organismes vivants.
En octobre 2016, les chercheurs de Harvard ont bio-imprimé le premier cœur sur puce au monde avec des capteurs intégrés. Le dispositif, qui est un système micro-physiologique, imite le comportement du tissu humain. Cet achèvement est l’organe sur puce le plus sophistiqué, y compris en comparaison des poumons, langues et intestins sur puce également produits par cette équipe. Le développement de cette application d’organe sur puce bio-imprimé pourrait réduire la dépendance de la recherche médicale vis-à-vis de l’expérimentation animale.

### Autres organes
Des chercheurs de l’Université de Cambridge (Angleterre) ont annoncé leur capacité à recréer des cellules nerveuses de la rétine d’un rat grâce à une bio-imprimante. L’imprimante est capable d’associer des cartouches de cellules ganglionnaires et des cartouches de cellules gliales issues des cellules souches du rat. Cette greffe a permis à un animal de retrouver une grande partie de son acuité visuelle tout en éliminant les risques de rejet. Et en avril 2013, des scientifiques de l’Université de Princeton ont réalisé l’impression d’une oreille bionique : elle combine des cellules organiques et des nanoparticules à une antenne moulée dans du cartilage. L’oreille ainsi produite permet d’entendre des fréquences radio inaudibles avec une oreille humaine naturelle.
Des scientifiques de l’université de Columbia travaillent à la création de dents et d’articulations bio-imprimées. Cette équipe a par exemple implanté une incisive créée à partir d’une structure 3D imprimée dans la mâchoire d’un rat. En deux mois, l’implant a permis la croissance de ligaments qui soutiennent les dents et d’os nouvellement formés. L’équipe de chercheurs a également implanté des os de hanches bio-imprimés sur des lapins, qui ont commencé à marcher avec leurs nouvelles articulations après quelques semaines.

## Défis
Bien que des percées aient été faites en ce qui concerne la production d'organes imprimables, la mise en œuvre clinique, notamment en ce qui concerne les organes complexes, nécessite des recherches et développements supplémentaires. La prolifération cellulaire nécessaire à l’impression biologique est conduite dans un environnement artificiel et contrôlé qui est dépourvu de marqueurs et de processus biologiques naturels. L'absence de ces propriétés inhibe souvent le développement d'une morphologie et d'une différenciation cellulaire appropriée. Lorsqu'elles sont présentes, ces conditions permettraient à l'organe imprimé d'imiter plus précisément les conditions in vivo et d'adopter une structure et un fonctionnement adéquat contrairement à une croissance biologique conçue comme un simple échafaudage formé de cellules. Parmi les défis techniques à résoudre, on peut citer :
- La vascularisation : Alors qu’il est possible de créer des tissus cellulaires basiques comme de la peau[36] par exemple, il est impossible de créer des organes complexes. En effet, les scientifiques n’arrivent pas à recréer les vaisseaux sanguins comme les capillaires car ils sont longs, fins et tubulaires et la précision des imprimantes est trop faible. L'impression de tout organe est donc impossible car les cellules ne seraient pas alimentées en oxygène et en glucose et mourraient donc très rapidement. De plus les tissus cellulaires de peau imprimés jusqu’à maintenant ne sont pas vascularisés et donc non aptes à être greffer. Les tissus cellulaires ont besoin d’être vascularisés dès que leur épaisseur dépasse 400 microns[19].
- Le système nerveux : Le système nerveux présente une grande complexité. Sans les nerfs, les muscles créés ne peuvent pas être actionnés et ne peuvent donc être greffés[réf. nécessaire].
- Les cellules pluripotentes : la bio-impression nécessite une grande quantité de cellules pluripotentes[37].
- Le temps de survie des cellules imprimées : Pour l’instant, les tissus imprimés ne vivent pas très longtemps car ils ne sont pas dans leur milieu naturel. Par exemple, l’entreprise Organovo a réussi à imprimer un rein miniature de 4 mm sur 1 mm mais il est resté en vie seulement 5 jours.
- Le prix : Le coût des imprimantes biologiques fonctionnelles haut de gamme reste très onéreux, elles peuvent donc difficilement être acquises par des petits laboratoires de recherche ou des hôpitaux. En effet, une imprimante biologique coûte plusieurs centaines de milliers d’euros.
- L’organisation complexe des organes : Par exemple, un rein est constitué d’un million de néphrons qui assurent la filtration du sang et la production d’urine. Chaque néphron est constitué de multiples sous-unités comme les glomérules eux-mêmes constitués de quatre types de cellules… Cette organisation est donc très complexe à imprimer couche par couche[réf. nécessaire].
- La gravité : Même avec la plus haute technique d'impression biologique connue, les scientifiques sont obligés d’imprimer les tissus couche par couche à cause de la gravité, ce qui complique fortement la formation d’organes volumineux qui s’écrouleraient sous leur propre poids et déformeraient les structures moléculaires[réf. nécessaire].
- La connaissance scientifique : C’est sûrement le plus gros frein à l'élaboration et à l’impression d’organes complexes. Le manque de connaissance global sur le corps humain se fait sentir dans plusieurs domaines comme le système nerveux ou la morphogenèse de l’organisme[réf. nécessaire].

### Développement récents

#### Vascularisation
En avril 2017, une équipe de chercheur de l'Université de Californie a réussi à produire des tissus prévascularisés avec des microarchitectures tridimensionnelles complexes en utilisant la méthode de bio impression dite « bio-impression optique continue micrométrique » (μCOB). L'implantation in vivo des tissus imprimés a démontré la survie et la formation progressive du réseau endothélial dans le tissu prévascularisé.

#### Gravité
Les scientifiques sont obligés d’imprimer les organes et tissus cellulaires en couches successives de cellules à cause de la gravité[réf. nécessaire]. Selon eux, si l’on imprime les organes en pseudo état d'impesanteur par exemple à l'aide d'un champ magnétique, les cellules pourraient se placer correctement et sans déformation.
Le professeur Vladimir Mironov et son équipe de chercheurs a conclu des accords pour que des essais soient effectués à bord de la station spatiale internationale.
Pour contrer ce phénomène de gravité, l’équipe du professeur Adam Feinbergon a eu l’idée de déposer les cellules dans un cube d’Hydrogel (cube gélatineux à base d’eau). Les cellules ainsi déposées restent en suspension dans l’hydrogel qui leur laisse le temps de créer des connexions cellulaires suffisantes pour que l’organe créé ne se déforme pas. Le gel fond dans l’eau à température du corps (37 °C). Une fois les connexions établies, il suffit donc de plonger le cube d’hydrogel dans de l’eau à 37 °C pour récupérer l’organe formé intact[réf. nécessaire].

#### Organisation complexe
L'équipe de chercheurs de l’INSERM de Bordeaux a pour but de recréer un rein fonctionnel. Pour cela, ils ont décidé de ne pas l’imprimer couche par couche, mais morceau par morceau[précision nécessaire]. En effet, l’organisation complexe du rein rendant impossible son impression couche par couche, l’équipe de l’INSERM veut d’abord créer des glomérules qui pourraient ensuite être assemblés pour fabriquer des néphrons, eux-mêmes assemblés pour fabriquer un rein fonctionnel.

#### Cellules pluripotentes
En 2012, le chercheur japonais Shinya Yamanaka a réussi à créer des cellules souches pluripotentes fonctionnelles à partir de cellules différenciées telles que les cellules de la peau. En effet, après 7 ans de recherches et de tests sur des souris, le chercheur nippon a découvert qu’en prenant les gènes qui codent la non-différenciation des cellules souches pluripotentes et en les plaçant dans le patrimoine génétique de la cellule différenciée, cette dernière devient pluripotente. Cette découverte lui a valu le prix Nobel de médecine. Grâce à cela, il est donc possible de créer une culture de cellules souches pluripotentes propres à un individu sans même un prélèvement de moelle osseuse.
Ces cellules différenciées reprogrammées en cellules souches se désigné par cellules iPS de l'anglais induced pluripotent stem cells ou cellules souches pluripotentes induites en français.

## Perspectives
En 2017, les réalisations de l’imprimante biologique restent restreintes, les scientifiques cherchent à améliorer et développer les techniques existantes. L'hypothèse d'une technologie de bio-impression fonctionnelle offrirait de nombreuses perspectives d’applications.

### Transplantation
L’objectif principal reste la greffe chirurgicale. Imprimer des organes à partir des cellules du receveur permet de plus d'éviter les risques de rejet. Ceci permettrait de sauver des milliers de vies, de diminuer les coûts des soins médicaux et de répondre aux demandes d’organes en constante augmentation. À noter que le nombre de demandeurs d’organes à presque doublé entre 2006 (12 531 demandeurs) et 2014 (20 311). Mais il faut du temps et de l’expérience pour y arriver car il faut créer une vascularisation complexe pour oxygéner et alimenter l’organe. Et actuellement, il est difficile de reconstituer des vaisseaux sanguins complexes. Aussi, les organes créés ne sont viables que pendant un temps limité et sont pour le moment d’une taille minuscule. Ils sont alors inutilisables chez l’être humain. Pour créer et répondre à la pénurie d’organes il faudra alors attendre encore quelques années.[réf. nécessaire]
L'objectif de l'impression de peau est notamment de pouvoir soigner les grands brûlés en créant des tissus adaptés à la blessure du patient. Actuellement, les greffes sont réalisées en prélevant des tissus non abîmés sur le corps du patient (autogreffe) ou en utilisant des dons de peau. Cette opération est souvent douloureuse ou sanctionnée par un rejet de la part du système immunitaire. Selon le Dr Marc Jeschke : « 90 % des brûlures surviennent dans les pays à revenu faible et moyen, avec de plus grandes mortalités et morbidité dues à des systèmes de soins de santé mal équipés et à un accès insuffisant à des établissements de soins pour brûlés. Régénérer la peau en utilisant les propres cellules souches du patient peut diminuer de façon significative le risque de décès dans les pays en développement. ». À noter que le nombre de greffes réalisées en France est en augmentation : 4 428 en 2006 et 5 357 en 2014 mais ces chiffres restent très faibles par rapport aux demandes car seuls un quart en 2006 et un peu plus d’un tiers en 2014 des demandeurs ont pu être greffés.
L’amélioration et la diffusion des imprimantes permettrait, en imprimant des tissus cellulaires individuels à partir des cellules souches du patient pour les greffer sur ce dernier. Ensuite, avec l’installation d’imprimantes biologiques dans les hôpitaux pour imprimer des tissus vivants à la demande et sur mesure. Mais aussi l’impression directe de tissus sur ou dans le corps humain en imprimant des suites de couches de cellules est envisagée : produire des greffons, tissus qui pourront être implantés directement chez le patient. Donc la bio-impression serait une solution pour créer des tissus à partir des cellules du patient.

### Prothèses
Prothèses bio-imprimées : l'impression à l'aide de bio matériaux de prothèses et d'implants permettrait de limiter les risques de rejet et d'infection du receveur. Les chercheurs comptent sur l’aide de matières entièrement biologiques et des cellules souches pour y parvenir. À noter que ce type de greffe ne serait utilisé que pour certaines pathologies comme notamment les trachéotomies, qui laissent de graves séquelles comme la perte de la parole et un haut risque d’infection.

### Recherche médicale
La bio-impression permet de produire des tissus biologiques pour l’expérimentation en recherche médicale, pharmaceutique et toxicologique. Le but est de créer des tissus individualisés, réalisés à partir des cellules du patient, permettant de sélectionner in vitro sur ces tissus les traitements et de développer des solutions thérapeutiques personnalisées. « L’un des problèmes majeurs auquel sont confrontés ces entreprises réside dans la capacité à évaluer très précisément la toxicité de nouveaux traitements sur les cellules humaines et plus particulièrement celles du foie. En effet entre 1990 et 2010, 25 % des traitements ont soit été retirés du marché, soit échoués en phase 3 du fait d’effets toxiques sur le foie ». Ce type d'application pourrait conduire également à diminuer le coût des recherches.
Dans le domaine du cancer par exemple : il pourrait être possible grâce à la reconstruction en 3D des tissus du patient eux-mêmes (en tenant compte de l’environnement cellulaire de la tumeur) de tester des chimiothérapies. Imprimer en série des tumeurs cancéreuses permettrait aux chercheurs de tester les composés et donc de cibler les molécules les plus efficaces pour une mutation donnée. Pour le moment ce sont des patients qui servent de cobayes à ces tests. Le temps de développement des traitements actuel est long et pourrait s'accélérer en bio-imprimant des tissus malades.
L'utilisation de tissus bio-imprimés pourrait permettre de diminuer le coût et le processus de recherche et de développement de nouveaux traitements. Selon une étude, « entre 1997 et 2011, le top 12 des entreprises pharmaceutiques a dépensé 802,5 milliards de dollars en recherche et développement pour que soient finalement approuvés 139 nouveaux traitements. Le processus menant à la commercialisation d’un seul médicament a donc coûté en moyenne 5,77 milliards de dollars. Autrement dit 40 % de l’argent investi n’a pas permis de dépasser le stade du laboratoire ». Les entreprises cosmétiques et pharmaceutiques apportent un soutien financier important aux laboratoires de recherche en bio-impression.[réf. nécessaire]

### Impressionin vivo
L’impression in vivo consiste à imprimer directement les tissus sur le patient. Par exemple le BioPen qui est capable de réparer les fractures et les plaies en injectant un mélange de cellules souches avec un gel biopolymère (extrait d’algues : protéines qui accélèrent la régénération). Ce mélange est combiné dans le BioPen, il suffit alors de superposer des couches successives sur la surface de l’os ou du cartilage manquant pour remplir la zone endommagée. Une source ultra-violette fixée sur le stylo solidifie instantanément la substance. Avec le temps, le gel protecteur se dégrade et les cellules se multiplient et se dissocient pour devenir des cellules nerveuses, musculaires, osseuses jusqu’à réparer la zone. Cette technique permet une plus grande précision et réduit le temps d’intervention chirurgicale. Elle est apparue à l’Université de Wollongong en Australie et les essais en laboratoire sont concluants mais les tests cliniques vont débuter prochainement à l’Hôpital St Vincent de Melbourne. Il sera alors, peut-être, possible de réparer une fracture instantanément et pourquoi pas aussi réparer de la peau et des organes. L'impression in vivo a notamment été testée sur des plaies de grands brûlés avec l'espoir de pouvoir soigner les blessures graves des soldats directement sur le champ de bataille par exemple.

### Viande de synthèse
Une start-up américaine, Modern Meadow (en), a réuni 350 000 dollars afin de créer une imprimante 3D capable d’imprimer de la viande. Cette technologie pourrait éviter de tuer des animaux pour nourrir les humains et rendre la production de viande plus écologique et plus économique.

### Transhumanisme
L’implantation de prothèses pourrait permettre d’augmenter l’espérance de vie des humains en remplaçant des parties du corps et même en créant des organes surhumains comme l’oreille bionique créée par les scientifiques de l’Université de Princeton.

## Aspects légaux
Comme la bioimpression est une technologie relativement récente et toujours en développement, ses aspects légaux présentent encore de larges problématiques. Cela inclut les régulations, les brevets, les problèmes liés à ces derniers ainsi que le droit de la propriété intellectuelle.
La bio-impression (et la plupart des techniques de bio-fabrication en général) ne sont pas encore accessibles au grand public. Ainsi les solutions suggérées au sujet des différents problèmes légaux de cette technologie dans les paragraphes suivants ne sont que des propositions.

### Politiques et Régulations
L'intervention de l'État dans la recherche et les aspects régulatoires d'une nouvelle technologie est déterminante pour le futur de cette dernière. En ce qui concerne la bio-impression, des régulations trop restrictives pourrait engendrer la création d'un marché noir d'organes imprimés. Car si l'accès aux produits bio-imprimés fonctionnels est trop difficile, cela pourrait en effet engendrer un marché secondaire où ni le service ni la qualité des produits ne seraient garantis.
Les propositions suivantes viennent de Jaspar L. Tran et sont tirées de son article « To bioprint or not to bioprint »:

#### Interdiction
La solution la plus simple serait sans doute de bannir toutes activités autour de la bio-impression mais cela aura comme effet de mettre fin à une technologie ayant le potentiel de sauver beaucoup de vies humaines sur le long terme. Une autre solution serait une interdiction avec une exception pour la recherche et les situations d'urgences. C'est une solution semblable à la précédente mais, cette fois-ci, avec la permission de continuer la recherche et les expérimentations. Toutefois, les questions de personnes qualifiées pour conduire le travail de recherche, des sources de financement (privé/public) etc. restent à être débattu.

#### Autorégulation
Une solution diamétralement opposée à l'interdiction serait de ne mettre en place, aucune régulation du tout. Ainsi l'état compte sur ses citoyens et leur capacité de réguler le marché eux-mêmes. Cela se base sur l'hypothèse que les individus feront les choses « justes » et éthiques. Dans le cas de la bio-impression, cela peut éventuellement être envisagé car la bio-impression emporte peu de risques. L'état pourrait toujours supporter cette technologie via l'éducation et la diffusion de consignes de sécurité au grand public par exemple. Cependant cela enlèverait la possibilité d'avoir des brevets pour les nouvelles inventions dans ce domaine, ce qui pourrait diminuer le budget de la recherche. Il existe toujours la possibilité de financer la recherche via l'argent récolté des impôts.

#### Accorder des brevets et la propriété Intellectuelle
Les brevets et la propriété intellectuelle dominent toute nouvelle technologie avec un grand potentiel de commercialisation et la bio-impression fait bien-sûr partie de ce genre de technologie. Selon on peut identifier cinq grandes catégories dans lesquelles les différents brevets sur la bio-impression peuvent se répartir :
- hydrogel/matériaux matriciels extracellulaire (ECM) ;
- isolation et croissance de cellules ;
- bioréacteur ;
- méthodes de fabrication/distribution ;
- nouvelles méthodes d'impression 3D.

##### Arguments en faveur des brevets
On doit pouvoir déposer des brevets sur la bio-impression afin de pouvoir promouvoir l'innovation et de permettre aux inventeurs de pouvoir récupérer un retour sur leur investissement. Il faut savoir que la bio-impression est encore à ses débuts et sans recherches et développements supplémentaires une telle technologie va probablement stagner comme l'a fait la technologie du clonage par exemple.

##### Problématique
Le problème concernant le brevetage de la bio-impression est le fait que la loi, généralement interdit le brevetage d'organisme humain (voir brevetabilité du vivant). Mais les choses ne sont pas aussi simples dans le cas de la bio-impression. Il faut savoir qu'un produit est brevetable s'il est créé par l'homme et n'apparaît pas commodément dans la nature.
Techniquement tout ce qui est relié à la bio-impression est un résultat de l'ingéniosité et la création humaine : les processus de fabrication ainsi que les organes bio-imprimés. Le point qui est plus difficile à prouver est le fait qu'un produit bio-imprimé n'apparaît pas naturellement dans la nature. Si un organe ou un tissu imprimé sont des répliques exactes d'un organe ou d'un tissu humain, alors le produit bio-imprimé ne peut pas être breveté. Ainsi les tissus bio-imprimés, bien qu'ils soient très similaires aux tissus humains (au niveau fonctionnel), sont (pour l'instant) structurellement différents de ces derniers, ce qui leur permet d'être brevetable.
Une solution qui pourrait éviter les divers défis et oppositions envers la brevetabilité des produits bio-imprimés, serait de pouvoir uniquement breveter les processus de fabrication et non le produit en tant que tel.

## Débat éthique et social
La bio-impression est un sujet qui intéresse de plus en plus de chercheurs, comme en témoigne la littérature scientifique dont le nombre d’articles sur le sujet augmente rapidement, passant de 50 en 2012 à 202 en 2015. Cependant, la bio-impression est une technologie qui pourrait susciter de nombreux débats éthiques et soulever nombre de questions morales.
En 2016, des chercheurs de la National University of Singapore publient ainsi un article proposant une approche méthodique et complète pour amener les questions d’éthiques au centre de la recherche sur la bio-impression.

### Stratification sociale
La bio-impression est une technologie récente et de pointe potentiellement coûteuse. Elle pourrait n'être accessible qu’à une faible fraction de la population plus aisée. Un accès inégalitaire à cette technologie pourrait entraîner une stratification sociale divisant les populations sur la base de leur revenu et permettant aux plus riches de vivre plus longtemps et en meilleur santé.

### Usage des cellules souches
La bio-impression repose notamment sur l'usage de cellules souches qui présentent l'avantage de pouvoir se multiplier et se spécialiser. Suivant l'origine de ces cellules (embryons) des questions éthiques et sociales peuvent se poser.

#### Risques liés
L'utilisation de cellules souches et la multiplication cellulaire intense nécessaire à la création d’organes de synthèse laissent penser que certains risques de prolifération cellulaire ne sont pas exclus. Parmi ces risques, on peut citer la formation de tératomes ou de cancers, ainsi que le délogement ou la migration des implants. La plupart des études sur la bio-impression ont montré des résultats probants à court terme mais il est nécessaire de mener des études in vivo pour pouvoir évaluer les risques à long terme.

#### Débat sur lescellules souches embryonnaires(CSE)
Les embryons constituent une source très intéressante de cellules souches pluripotentes pour l'ingénierie tissulaire mais le prélèvement et l'usage d'embryons suscite de vifs débats. Ces débats sont notamment influencés par des facteurs culturels et religieux.

##### Différentes positions des religions
En 2003, une étude publiée dans Advances in Experimental Medicine and Biology (en) en février 2003 rapporte la manière dont différentes religions perçoivent la recherche sur les cellules souches embryonnaires et le clonage thérapeutique et reproductif :
- les catholiques et les orthodoxes prohibent la recherche sur les CSE et refusent toutes formes de clonage ;
- les protestants acceptent la recherche sur les CSE et le clonage thérapeutique s'ils sont conduits raisonnablement et éthiquement mais refusent le clonage reproductif ;
- les musulmans, comme les protestants, acceptent la recherche et le clonage thérapeutique à condition que cela se fasse sur des embryons de moins de 4 mois ; ils refusent par contre le clonage reproductif ;
- les juifs, quant à eux, acceptent la recherche ainsi que le clonage pour peu que le clone soit stérile et que les embryons utilisés aient moins de 40 jours ;
- les bouddhistes s'opposent à la recherche sur les CSE ainsi qu'au clonage thérapeutique. Par contre ils acceptent le clonage reproductif sous réserve qu'aucune modification génétique ne soit faite[53].

##### Différences de perceptions en fonction des pays
Un rapport (Beyond the permissibility of embryonic and stem cell research: substantive requirements and procedural safeguards) contenant une analyse comparative des régulations en vigueur concernant l'usage et la recherche sur les CSE dans plus de 50 pays est paru en 2006. On y constate que la régulation du clonage thérapeutique et de la recherche sur les cellules souches embryonnaires varie beaucoup d'un pays à l'autre.
Le clonage thérapeutique est interdit en France, Allemagne, Espagne, Italie, Autriche, Irlande, Israël, Suède, Belgique, Inde, Canada et Australie. Il est au contraire authorisé au Royaume-Uni, Danemark, Japon, Pays-Bas et Corée. On peut voir que les positions varient d'un pays à un autre malgré leur proximité géographique, le clonage thérapeutique étant interdit en Irlande mais autorisé au Royaume-Uni.
La plupart des pays ayant adopté une régulation interdisant la recherche et l'usage d'embryons utilise comme justification éthique que seul une des manipulations permettant d'améliorer les conditions de développement et la santé de l'embryon sont acceptables. Ainsi, en autorisant seulement la recherche dont bénéficient les embryons et en laissant de côté tout autre but scientifique, cette politique confère un statut légal aux embryons.
Au contraire, certains pays acceptent largement la recherche sur les embryons et leurs cellules souches parce qu'ils considèrent comme plus important de diminuer la souffrance et la mort des humains (en opposition aux embryons humains). Ainsi, cette recherche est considérée et régulée comme une recherche thérapeutique. Dans plusieurs pays comme la Suisse, le Japon, la France, le Brésil et l'Islande acceptent recherche sur les embryons in vitro pour peu que cette dernière contribue à des avancées majeures dans le domaine thérapeutique.
Ces fortes différences de perceptions pourraient fortement influencer la manière dont la bio-impression pourrait être acceptée. Il est donc important d'étudier et de tenir compte de ces perceptions qui sont complexes et grandement liées à la religion et la culture ainsi qu'influencées par la politique.